# 송림사 효자 김시구 정문비
송림사 효자 김시구 정문비(松林祠 孝子 金時九 旌門碑)는 전라남도 영광군 영광읍 송림리에 있는 정문비이다. 2020년 1월 30일 영광군의 향토문화유산 제6호로 지정되었다.

## 지정 사유
송림사는 기와 김시구 등 5위를 배향하고 있는 사우로 백원문, 효덕제, 사효문, 송림사, 정효각 등이 있다.
정효각은 효자 김시구가 받은 길이·너비가 2.4m 단칸짜리 정려로 내부에 효자김시구지문(孝子金時九之門)현판과 효자김시구정문비(孝子金時九旌門碑)가 있다.
효자 김시구 정문비는 1794년(정조 18)에 세워진 비석으로 비석의 4면에 글자가 새겨져 있는데, 효자 김시구의 효행이 상세히 기록돼 있다.
효자 김시구 정문비는 후대에 모범이 될 수 있는 효자 김시구의 효행이 잘 기록돼 있을 뿐만 아니라, 보존상태도 비교적 좋아 문화재적 가치가 높다.